# Осада Опочки (1517)
Осада Опочки — событие русско-литовской войны 1512—1522 годов. Польско-литовская армия под предводительством победителей в битве под Оршей — Константина Острожского, Юрия Радзивилла и Януша Сверчовского — осадила в ходе кампании 1517 года русскую крепость Опочку.

## Начало осады и штурм крепости
Поход 10-тысячной польско-литовской армии, предпринятый из Полоцка, имел целью опустошить Северо-Западную Русь, которая на тот момент была слабо защищена из-за вынужденного задействования основной части русских войск на степных крымских рубежах. Основной целью похода было взятие Пскова и склонение Русского государства к миру на почётных и выгодных для Великого княжества Литовского и Польского королевства условиях. 

Схема осады Опочки 1517 года

20 сентября наёмное войско Острожского, в котором по данным летописи состояли «многих земель люди, чахи, ляхи, угрове, литва и немцы», подступило к Опочке и начало осаду. Сама Опочка располагалась на островке на высоком холме — кручи поднимались прямо из воды. Окружность деревянно-земляных стен не превышала всего 200 саженей. По данным историка Алексея Лобина, в крепости было место всего для одной-полутора сотен воинов.
6 октября польско-литовские войска предприняли штурм, но, понеся серьёзные потери, были отбиты русским гарнизоном, возглавляемым воеводой Василием Салтыковым-Морозовым. Как писал епископ Томицкий, при штурме погибло 60 человек, в том числе известный воевода Сокол, а 1400 человек были ранены. Псковский летописец сообщает: «и побиша многое множество людей королева войска… и воеводу их болшого Лядской рати Сокола убиша и знамя его взяша». В летописи говорится об использовании осаждёнными каменьев, неких «катков больших» и «слонов». Скорее всего имелись в виду бочки, начинённые камнем и горючим составом, которые наносили увечья штурмующим. Также Алексей Лобин предполагает, что небольшой гарнизон Опочки мог прибегнуть во время приступа к такой же хитрости, как и во время осады Опочки Витовтом в 1426 году. Тогда опочане под подвесным мостом вбили в воде колья и во время нападения на крепость обрубили крепления. После неудачного штурма сам король Сигизмунд I назвал Опочку «бесовой деревней».

## Победа над польско-литовскими войсками

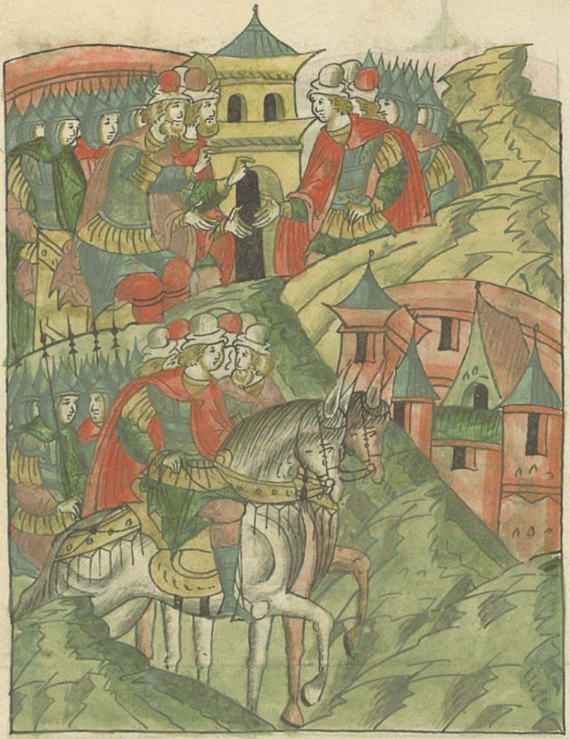
Воеводы Оболенский и Ляцкий идут к Опочке. Миниатюра Лицевого летописного свода

После этого гарнизон смог совершить ряд неожиданных вылазок, внеся расстройство в ряды осаждавших, и дождаться подкрепления. К Опочке подошли отряды князей Фёдора Оболенского-Телепнева и Ивана Ляцкого, которым удалось разбить неприятеля и спешащее к нему подкрепление из 4 тысяч человек. Всего в данном сражении было уничтожено более 4 тысяч польско-литовских воинов, многие попали в плен. Из-за приближающихся со стороны Великих Лук сил князя Александра Ростовского и с Вязьмы Василия Шуйского войска Острожского были вынуждены отступить и бесславно возвратиться назад в Полоцк, бросив под Опочкой стенобитные орудия и обоз. По словам Карамзина, «россияне загладили стыд Оршинской битвы, возложив на Константина знамение беглеца». При отступлении многие литовские и польские воины были убиты под натиском преследовавших их русских отрядов.

## Последствия
Поражение под Опочкой не помешало ягеллонской пропаганде распространить по всей Европе победные реляции, заявляя об уничтожении 20 тысяч «московитов». 
Фактически же неудачный поход истощил финансовые возможности Литовского государства и поставил точку в попытках изменить ход войны. Тем временем, Русское государство по-прежнему сохраняло способность совершать крупномасштабные вторжения на литовскую территорию. Так, князь Михаил Кубенский и боярин Михаил Плещеев разорили окрестности Витебска и Вильны, наведя страх на жителей литовской столицы. Поэтому на начавшихся переговорах при посредничестве германского посла Сигизмунда Герберштейна русская сторона занимала твёрдую позицию — Василий III отказывался возвращать Смоленск.
Ещё одним результатом кампании 1517 года стал союз великого магистра Ливонии с Русским государством.
В честь героической 28-дневной обороны крепости опочане построили церковь св. Сергия Радонежского. Была построена и вторая церковь в честь св. великой Параскевы. К этому же времени относят постройку ещё двух опочецких церквей — св. апостола Фомы и св. евангелиста Луки, располагавшихся за городом, на разных берегах реки.